# 플로렝탕 포그바
플로렝탕 페일레 포그바(프랑스어: Florentin Peilé Pogba, 1990년 8월 19일 ~ )는 인도 슈퍼리그 소속 팀인 ATK 모훈 바간에서 수비수로 활약하고 있는 기니의 축구 선수이다.

## 생애
포그바는 기니의 수도인 코나크리에서 태어났으나, 그가 생후 8개월 일 때 그의 가족은 프랑스의 루아시앙브리로 이사를 가게 된다. 그의 쌍둥이 형제 마티아스 포그바는 로르카에서, 동생 폴 포그바는 유벤투스에서 활약하고 있다.